# Ciclismo nos Jogos Pan-Americanos de 2015 - Estrada contra o relógio masculino
A competição da estrada contra o relógio masculino foi um dos eventos do ciclismo nos Jogos Pan-Americanos de 2015 em Toronto. Foi disputada nas ruas em torno do Velódromo Cisco Pan e Parapan-Americano de Milton, em Milton no dia 22 de julho.

## Calendário
Horário local (UTC-4).
| Data        | Horário | Fase  |
| ----------- | ------- | ----- |
| 22 de julho | 12:35   | Final |

## Medalhistas
| Ouro   | CAN Hugo Houle     |
| Prata  | MEX Ignacio Prado  |
| Bronze | CAN Sean MacKinnon |

## Resultados
| Colocação         | Ciclista                | Nacionalidade         | Tempo    |
| ----------------- | ----------------------- | --------------------- | -------- |
| Medalha de ouro   | Hugo Houle              | CAN Canadá            | 45:13.48 |
| Medalha de prata  | Ignacio Prado           | MEX México            | 46:31.35 |
| Medalha de bronze | Sean MacKinnon          | CAN Canadá            | 46:51.46 |
| 4                 | Murilo Ferraz           | BRA Brasil            | 47:42.79 |
| 5                 | Manuel Rodas            | GUA Guatemala         | 47:48.64 |
| 6                 | Laureano Rosas          | ARG Argentina         | 47:56.52 |
| 7                 | Eric Marcotte           | USA Estados Unidos    | 48:07.27 |
| 8                 | Fernando Gaviria        | COL Colômbia          | 48:23.38 |
| 9                 | Alex Cano               | COL Colômbia          | 48:27.71 |
| 10                | Yonder Godoy            | VEN Venezuela         | 48:41.70 |
| 11                | Endrigo Da Rosa Pereira | BRA Brasil            | 49:11.37 |
| 12                | Segundo Navarrete       | ECU Equador           | 49:31.95 |
| 13                | Alejandro Durán         | ARG Argentina         | 49:43.52 |
| 14                | André Simon             | ANT Antígua e Barbuda | 50:59.52 |
| 15                | Efren Ortega Pivera     | PUR Porto Rico        | 52:14.62 |
| 16                | Dominique Mayho         | BER Bermudas          | DNF      |
| 17                | Emile Abraham           | TTO Trinidad e Tobago | DNS      |

Legenda
| Recorde mundial                  | Recorde mundial (World record)               |                       | Recorde africano                      | Recorde africano (African) |                                           | Q | Classificado por posição (Qualified) |
| Recorde dos Jogos Pan-Americanos | Recorde pan-americano (Pan-American record)  | Recorde da América    | Recorde da América (Americas)         | q                          | Classificado por melhor tempo (Qualified) |   |                                      |
| Melhor marca do ano              | Melhor marca do ano (World leading)          | Recorde asiático      | Recorde asiático (Asian)              | DNS                        | Não largou (Did not start)                |   |                                      |
| Recorde nacional                 | Recorde nacional (National record)           | Recorde europeu       | Recorde europeu (European)            | DNF                        | Não terminou (Did not finish)             |   |                                      |
| Recorde pessoal                  | Recorde pessoal do atleta (Personal best)    | Recorde da Oceania    | Recorde da Oceania (Oceania)          | DSQ / DQ                   | Desclassificado (Disqualified)            |   |                                      |
| Recorde da temporada             | Recorde da temporada do atleta (Season best) | Recorde sul-americano | Recorde sul-americano (South America) | NM                         | Sem marca (No mark)                       |   |                                      |